# 北里村 (愛知県)
北里村（きたさとむら）は、かつて愛知県西北部にあった村である。
かつての所在地は、現在の小牧市南西部と北名古屋市薬師寺にあたる。1906年（明治39年）7月16日に西春日井郡の4つの村（五条村、小木村、尾張村、多気村）が合併して、誕生した。しかし1963年（昭和38年）9月1日に薬師寺地区が師勝町に、それ以外の地区（市之久田、小針入鹿新田、小針、小針巳新田、多気、小木、藤島）が小牧市に分割編入され、廃止された。

## 沿革
- 1906年（明治39年）7月16日 - 五条村、小木村、尾張村、多気村が合併して誕生。
- 1963年（昭和38年）9月1日 - 西春日井郡師勝町と小牧市に分割編入。廃止。

## 行政

### 歴代村長
- 反橋義一（1947年4月5日 - 1949年3月8日）
- 牧野春吉（1949年6月7日 - 1953年6月6日）
- 加藤利一（1953年6月7日 - 1954年12月17日）
- 船橋鏡治（1955年1月18日 - 1958年11月4日）
- 水野兼三郎（1958年12月1日 - 1962年8月23日）
- 船橋鏡治（1962年9月16日 - 1963年8月31日）

## 教育
- 北里村立北里中学校（現 小牧市立北里中学校）
- 北里村立北里小学校（現 小牧市立北里小学校）

## 交通

### 空港
- 小牧飛行場（現 県営名古屋空港）

### 鉄道
名古屋鉄道
岩倉支線：小木駅 - 小針駅

### 道路
国道155号（現・国道41号）

## 史跡など
- 尾張神社
- 賢林寺
- 宇都宮神社